# 神奈川県道64号伊勢原津久井線

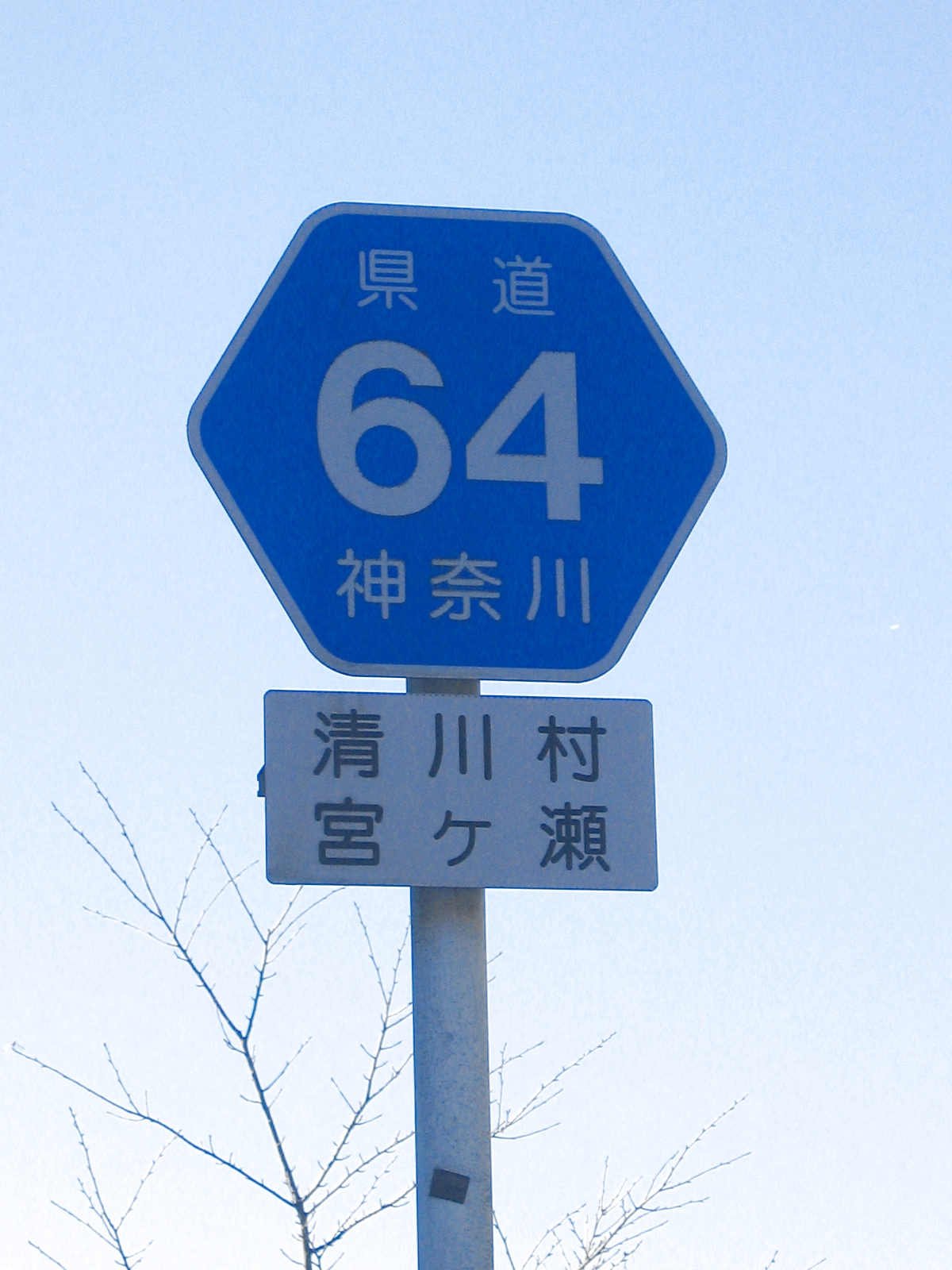

神奈川県道64号伊勢原津久井線（かながわけんどう64ごう いせはらつくいせん）は神奈川県伊勢原市板戸を起点とし、相模原市緑区青野原を終点とする全長22.8kmの県道（主要地方道）である。土山峠以北は宮ヶ瀬湖畔を通る。
宮ヶ瀬湖畔を通ることから、県道70号線と共に宮ヶ瀬レイクラインの愛称がつけられている。

## 歴史
- 2019年（令和元年） - 台風による豪雨で土砂崩れが発生。国道413号との交差点から県道513号との交差点にかけて通行止め。
- 2020年（令和2年）4月24日 - 前年不通になった区間について片側交互通行、大型自動車通行止めの条件付きで通行止め解除[1]。

## 通過する自治体
- 神奈川県
  - 伊勢原市
  - 厚木市
  - 愛甲郡清川村
  - 相模原市（緑区）

## 経路
- 国道246号伊勢原交差点 - 起点
  - 伊勢原交差点 - 分れ道交差点まで神奈川県道63号相模原大磯線と重複
  - 厚木市七沢
- 清川村尾崎交差点 - 神奈川県道60号厚木清川線
  - 清川村役場
  - 土山峠 - 清川村道土山高畑線（通行不能）
  - 宮ヶ瀬湖
  - 七曲橋
  - 仏果沢橋
  - 東沢橋
  - 大棚沢橋
  - 向山トンネル

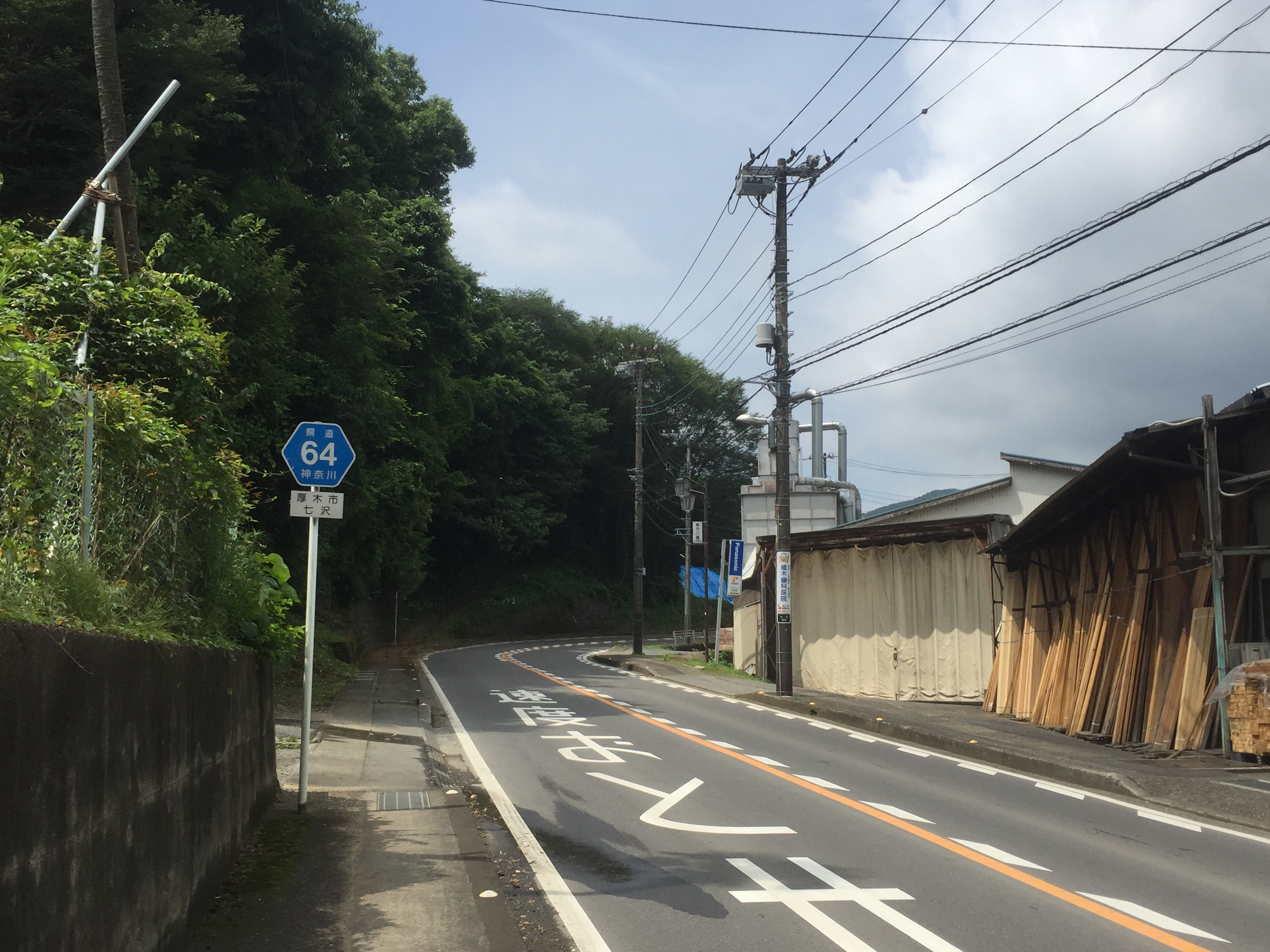
厚木市七沢付近
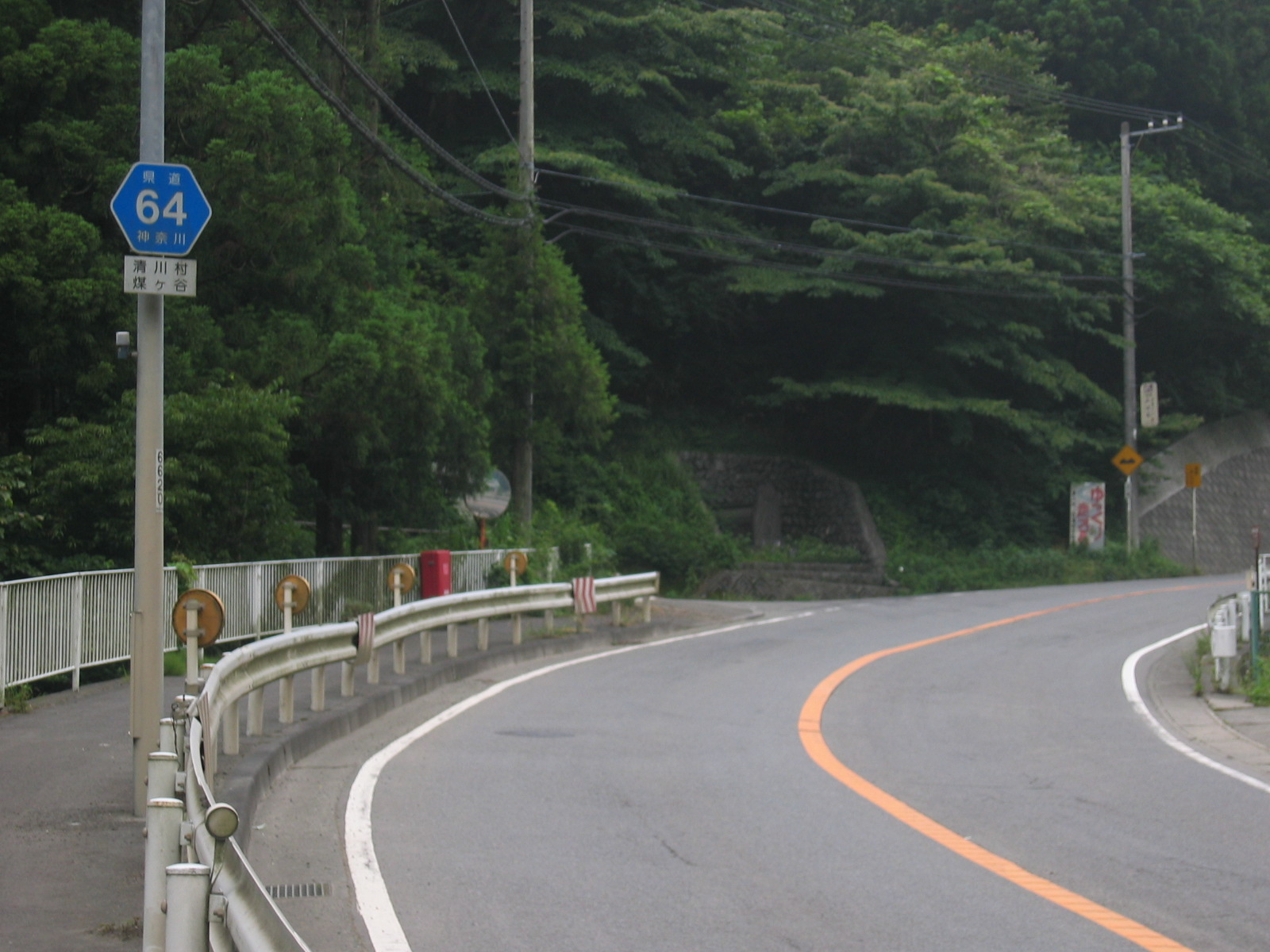
唐沢林道付近から
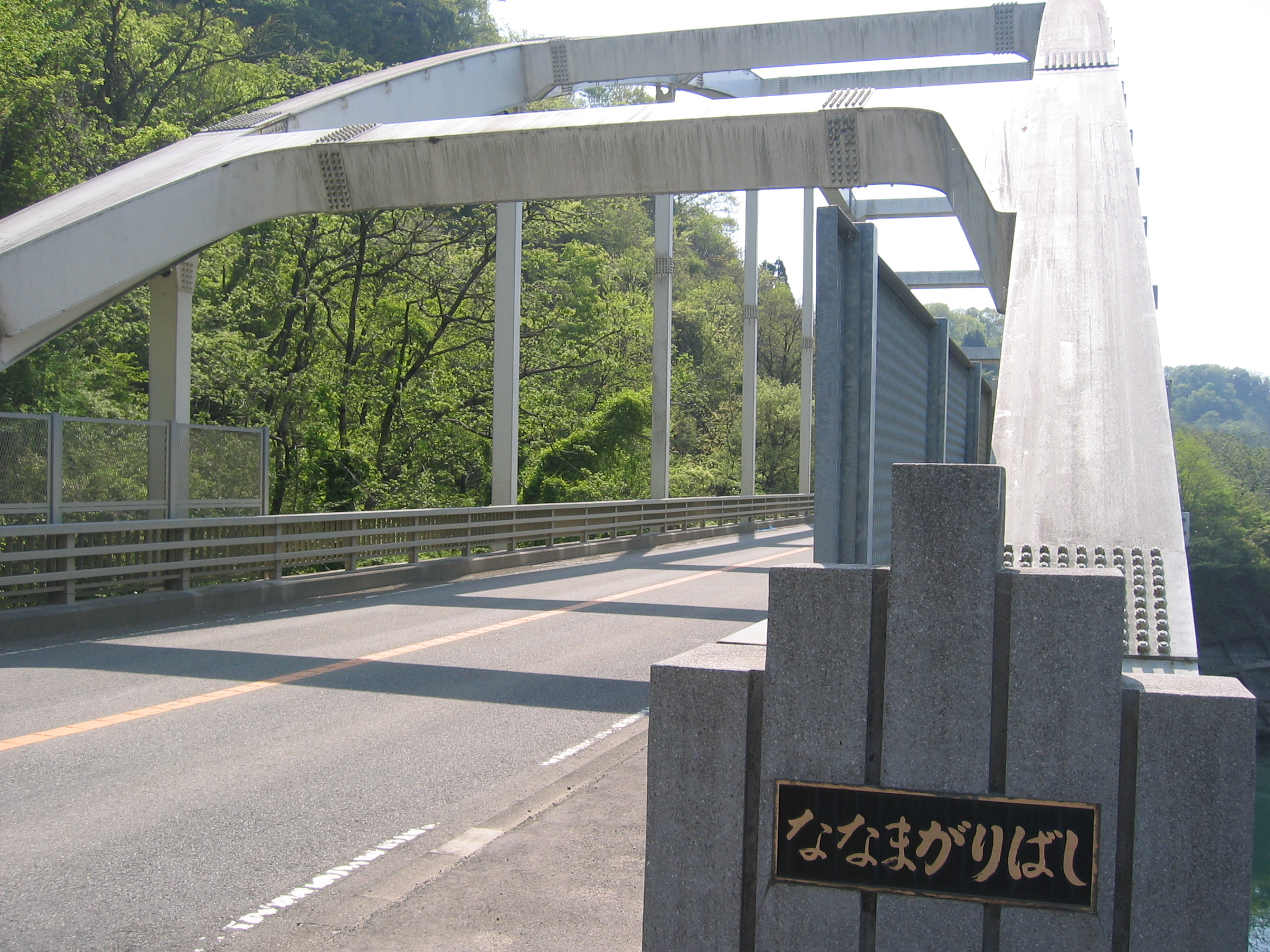
七曲橋
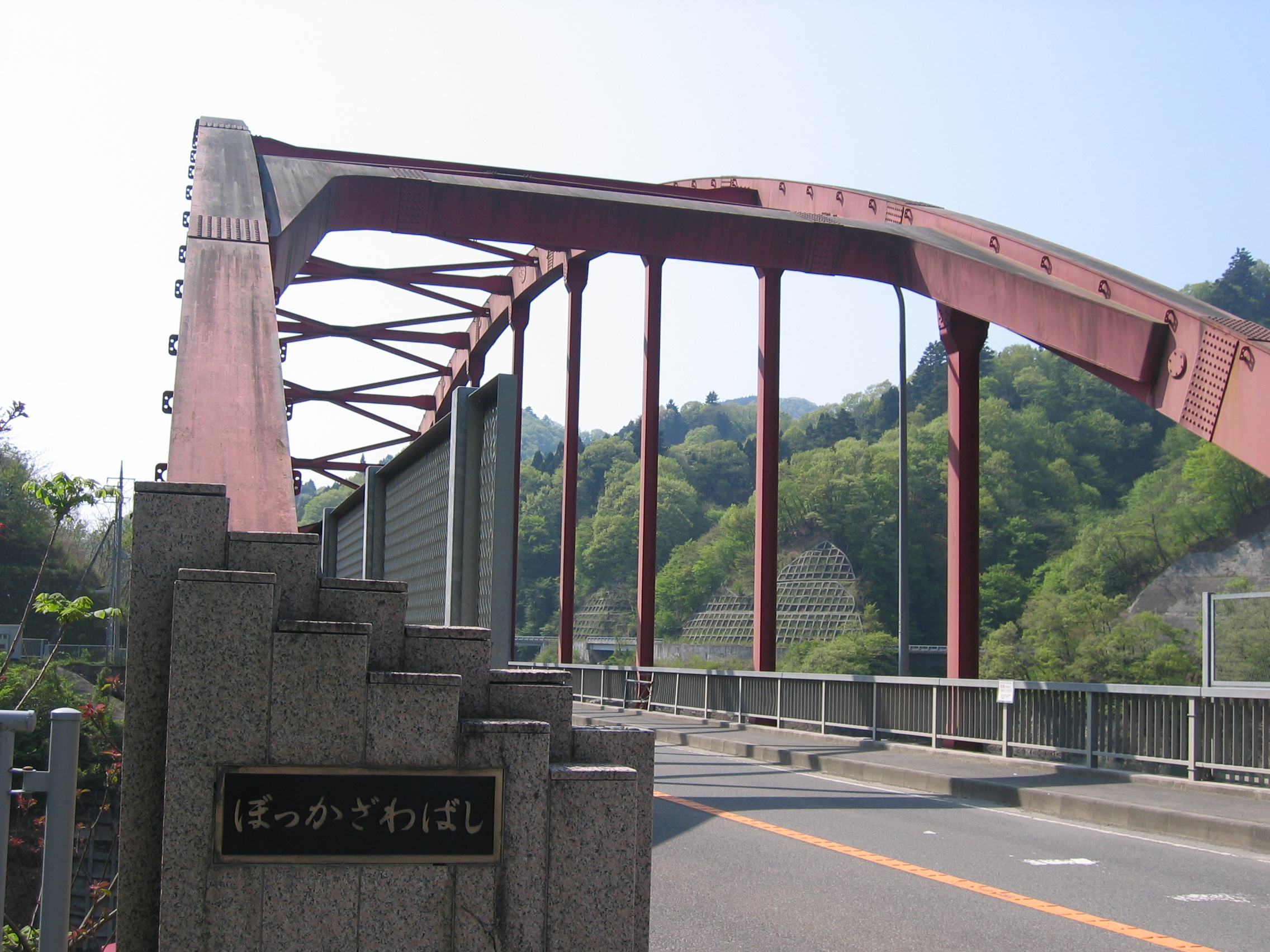
仏果沢橋
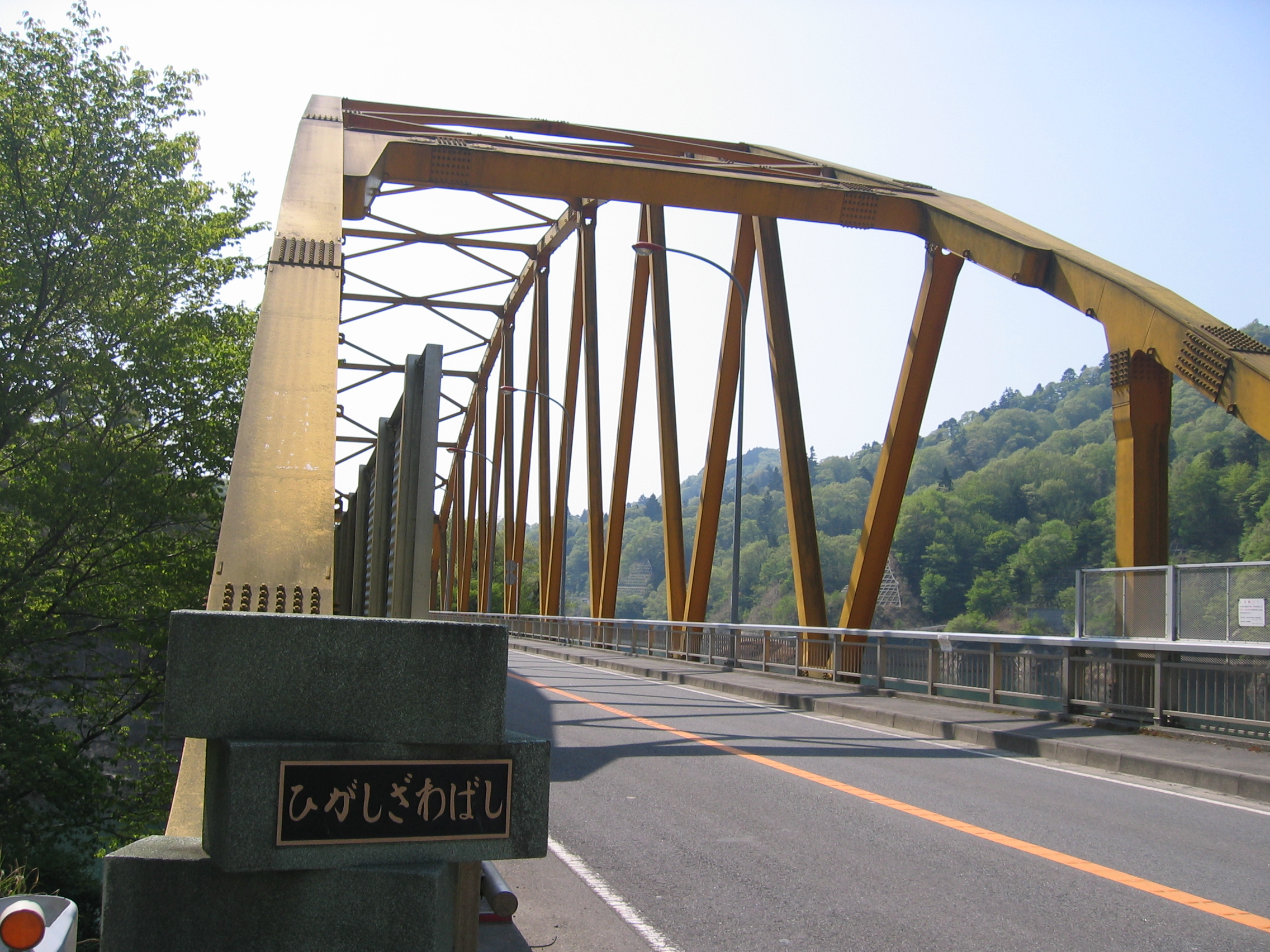
東沢橋
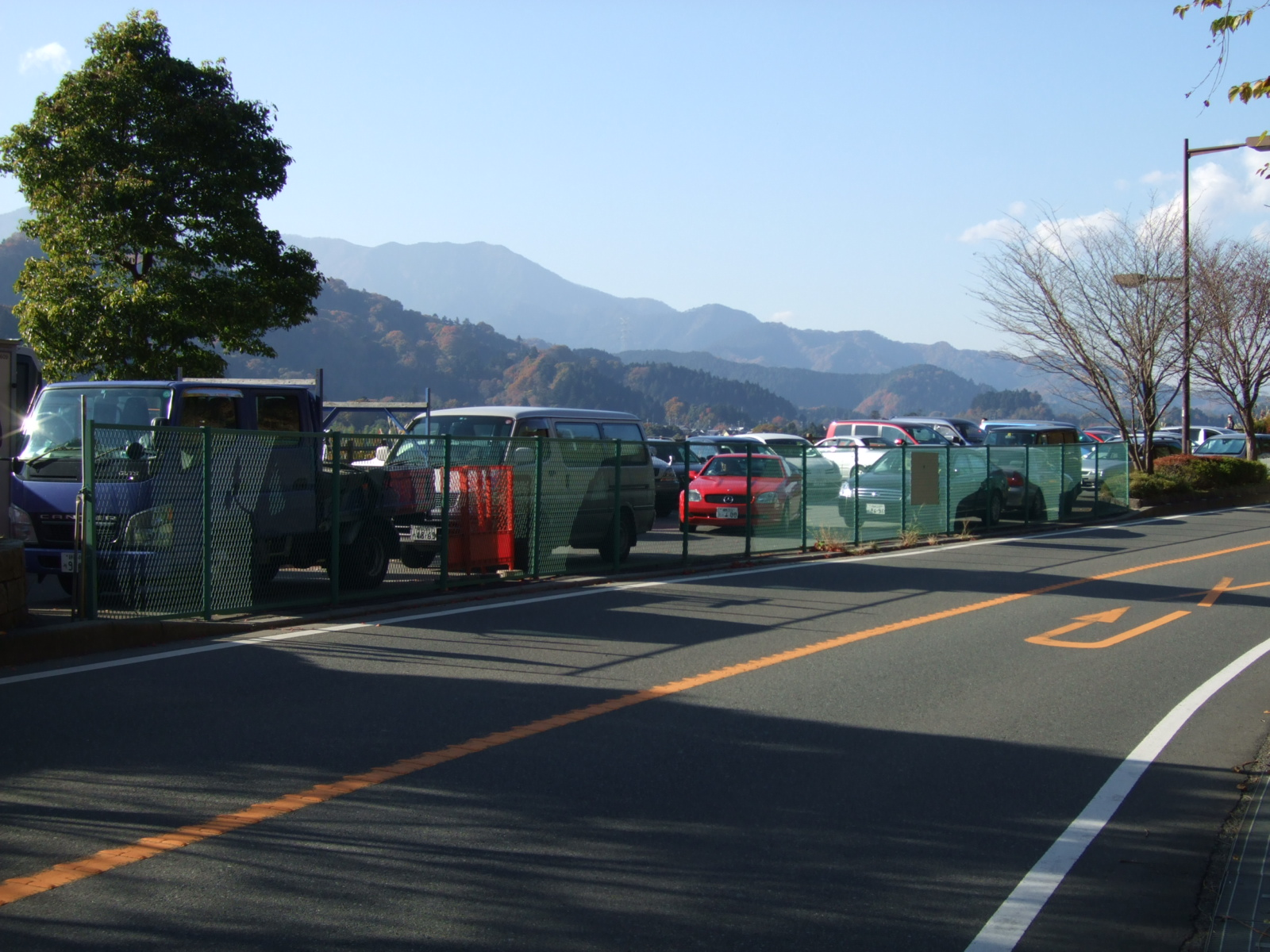
大棚沢駐車場付近
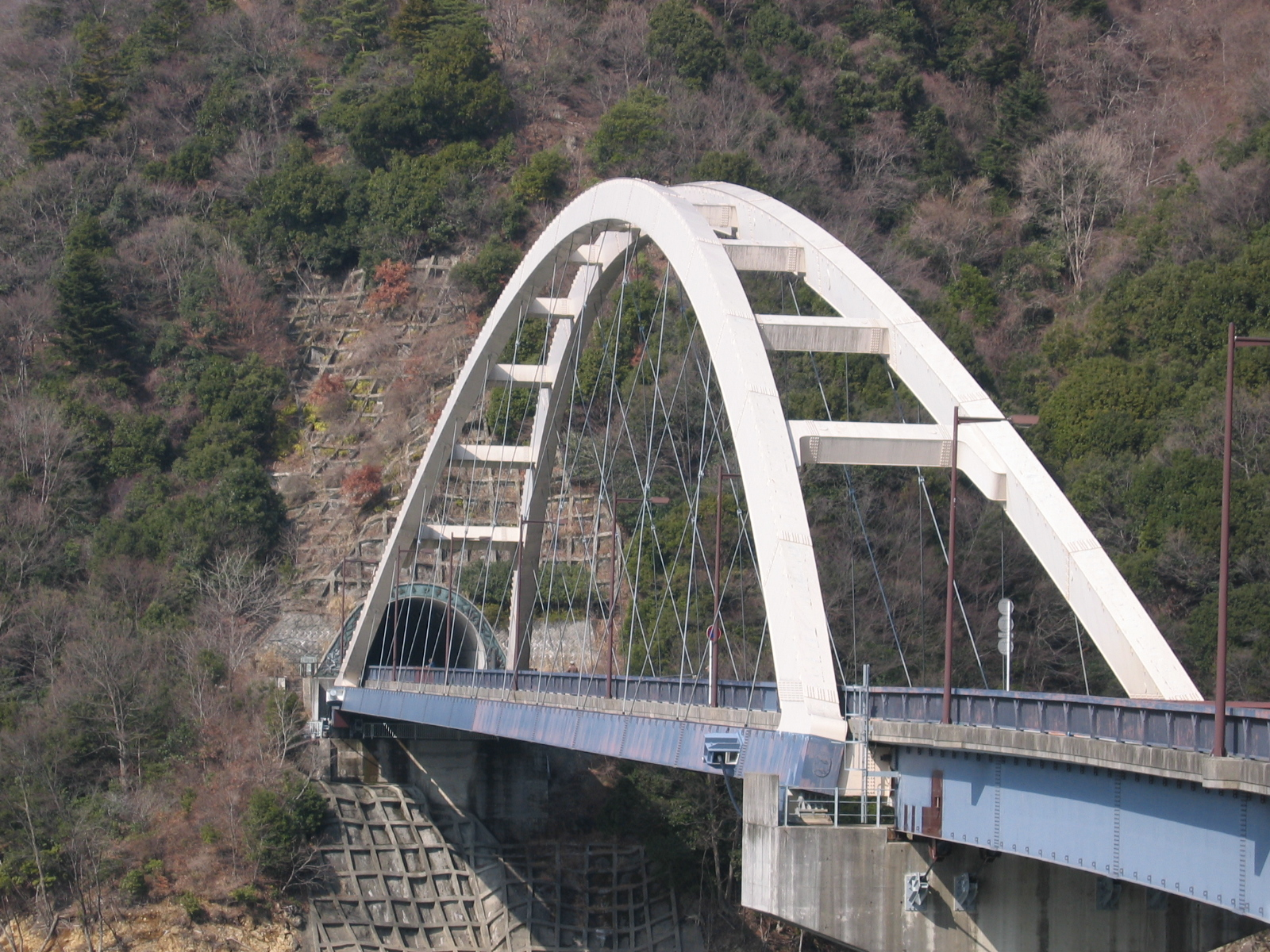
清川村やまびこ大橋交差点 - 神奈川県道514号宮ヶ瀬愛川線
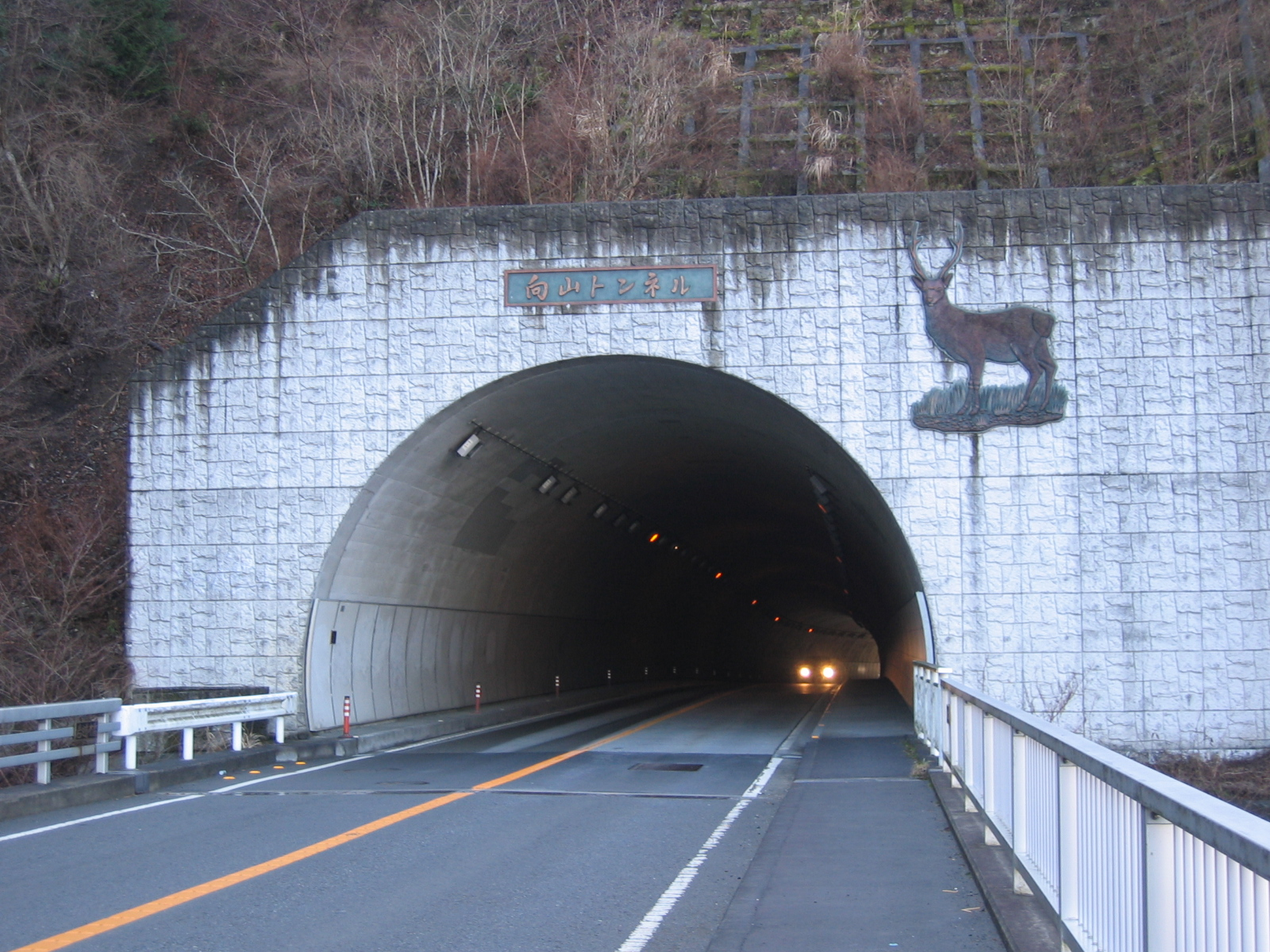
向山トンネル
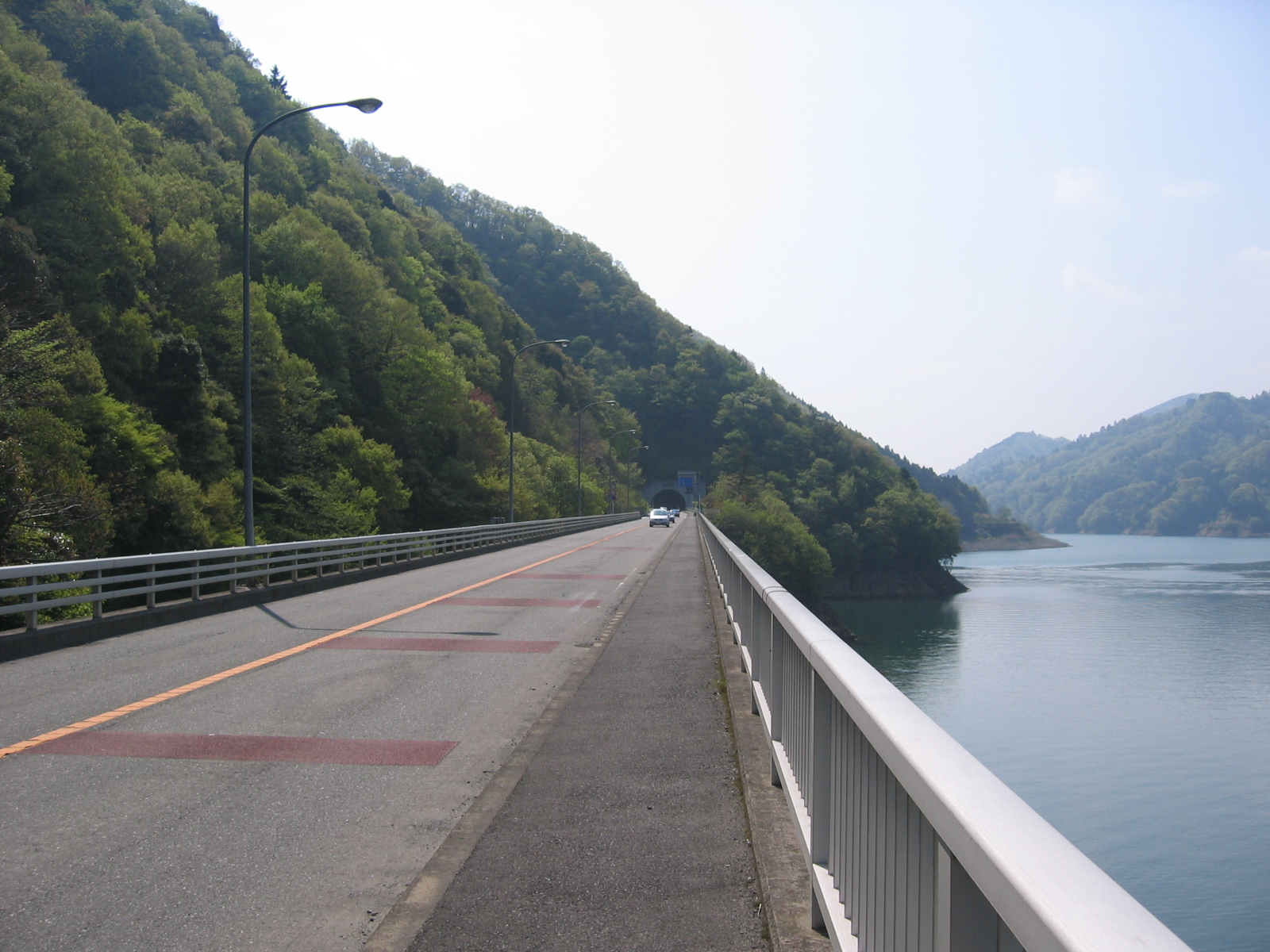
やまびこ大橋交差点付近から
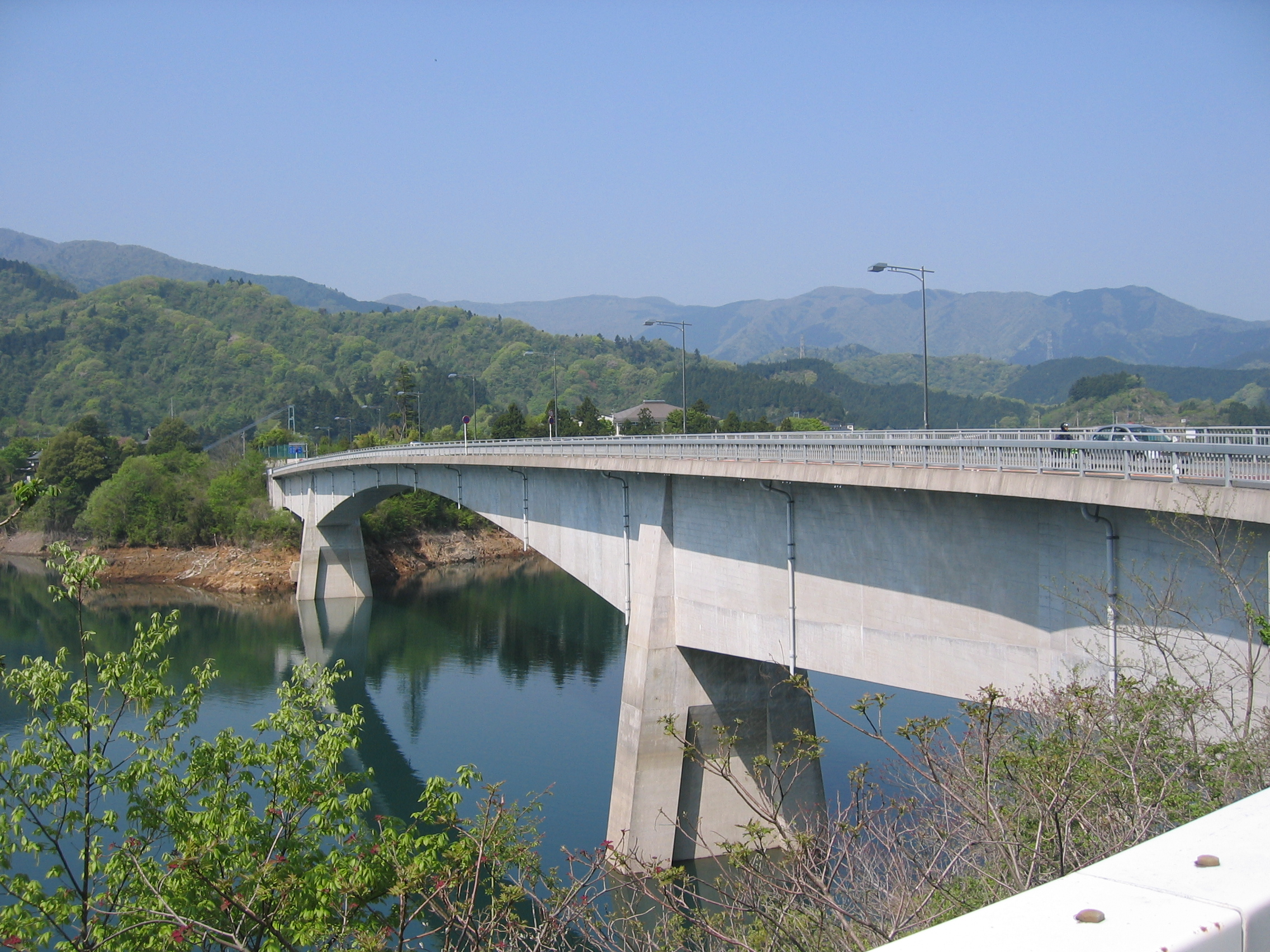
やまびこ大橋
  - やまびこ大橋
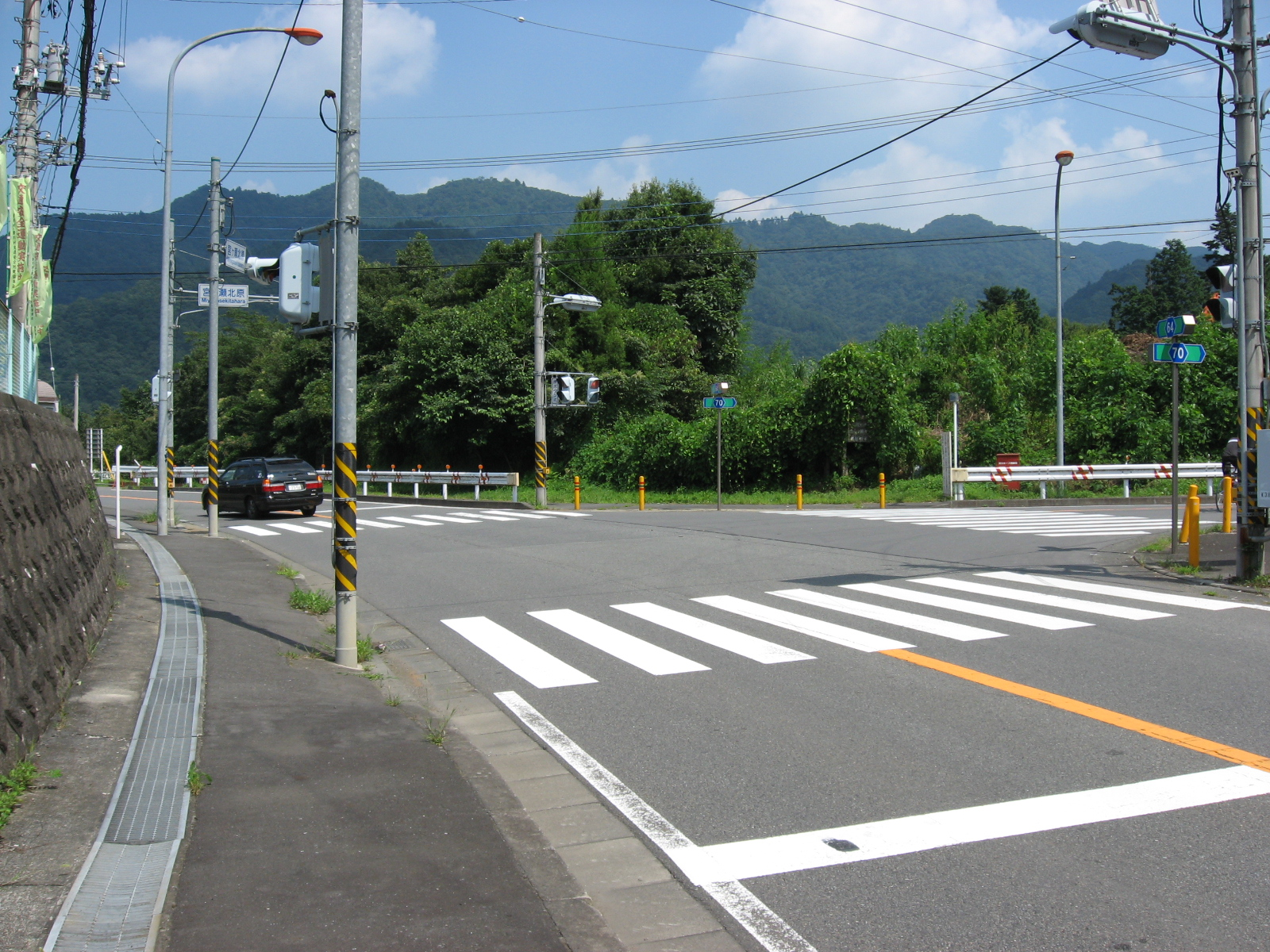
清川村宮ヶ瀬北原交差点 - 神奈川県道70号秦野清川線
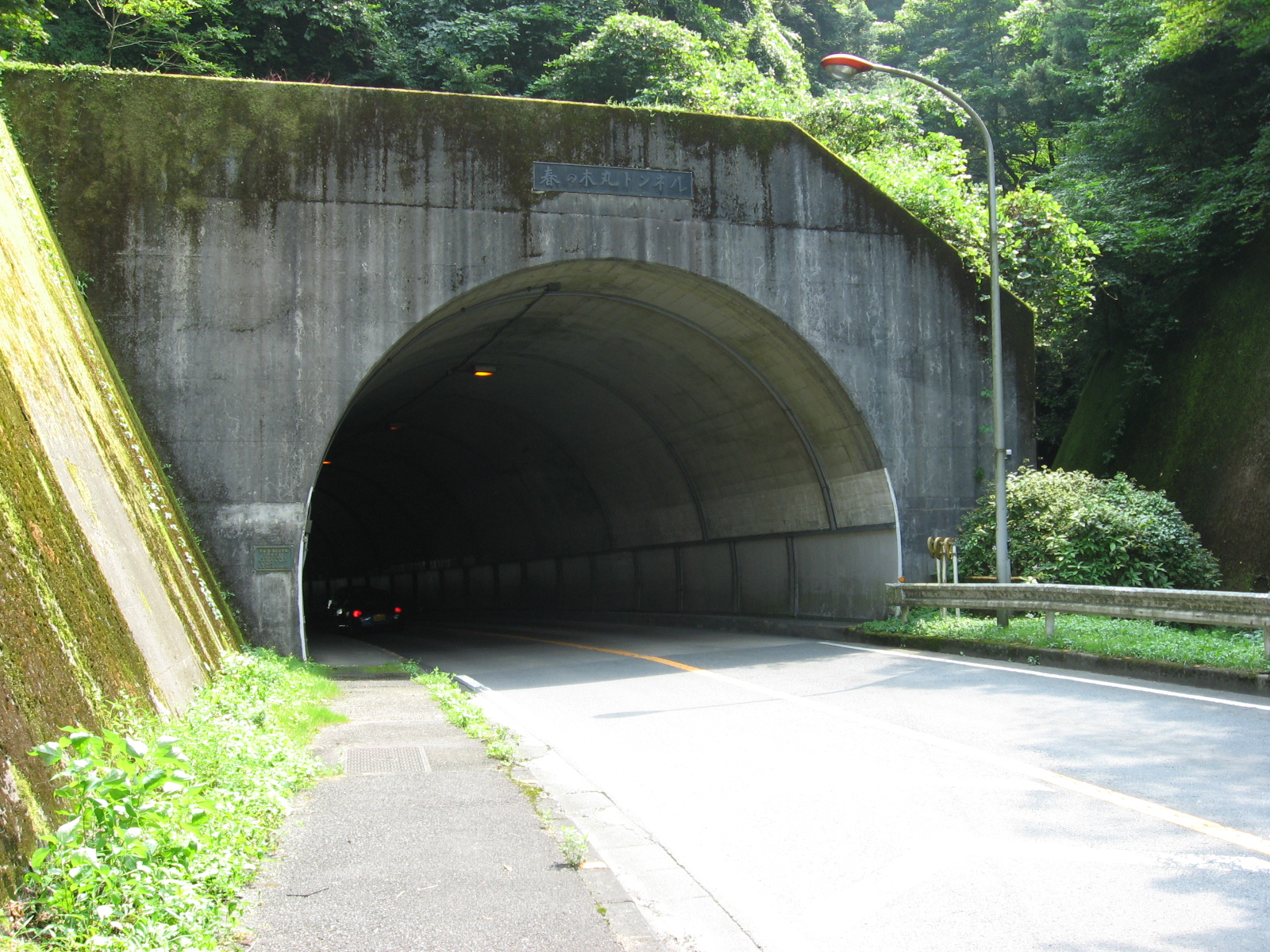
春の木丸トンネル
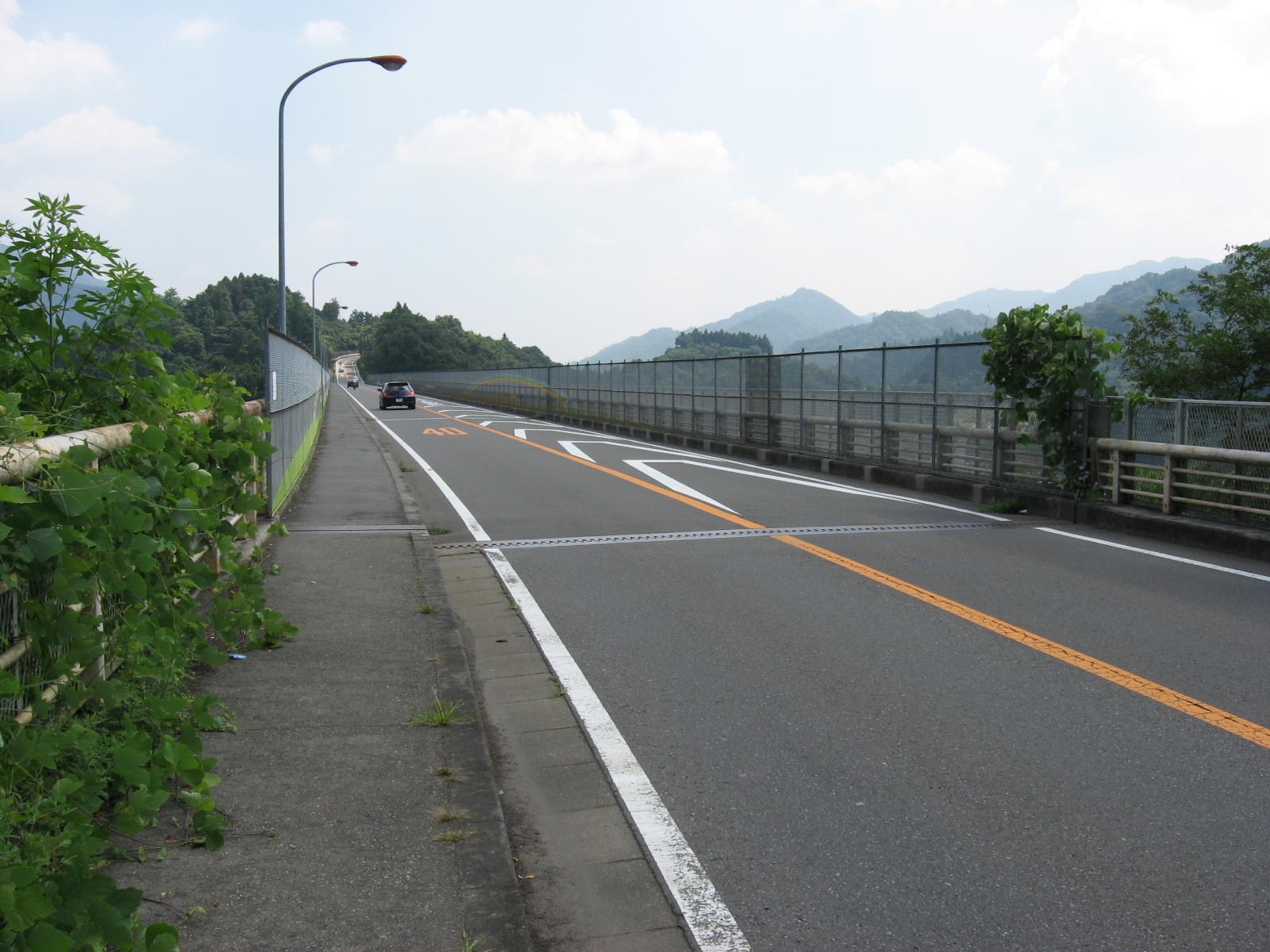
虹の大橋
  - 虹の大橋
  - 鳥居原ふれあいの館
- 信号無交差点（鳥屋） - 神奈川県道513号鳥屋川尻線
- 国道413号信号無交差点（青野原） - 終点
- Google マップ

- 厚木市七沢付近
- 唐沢林道付近から
- 七曲橋
- 仏果沢橋
- 東沢橋
- 大棚沢駐車場付近
- 大棚沢橋
- 向山トンネル
- やまびこ大橋交差点付近から
- やまびこ大橋
- 宮ヶ瀬北原交差点
- 春の木丸トンネル
- 虹の大橋